# Johann Abraham Lüttringhausen
Johann Abraham Lüttringhausen (getauft 4. März 1714 in Elberfeld (heute Stadtteil von Wuppertal); † 12. Juli 1788 ebenda) war ein deutscher Politiker und Bürgermeister von Elberfeld.
Lüttringhausen wurde als Sohn des Kaufmanns und Bürgermeisters des Jahres 1732 Abraham Lüttringhausen (1684–1756) geboren und wurde am 4. März 1714 getauft. Seine Mutter Helena Wülfing (1678–1741) war die Tochter des Bürgermeisters von 1694, Gottfried Wülfing (1633–1695). Lüttringhausen selbst heiratete am 18. August 1744 in Elberfeld Anna Maria Mercken (1719–1797), die Ehe blieb kinderlos.
Lüttringhausen begann als Kaufmann in Elberfeld und war 1747 und 1753 Gemeinsmann. Von 1754 bis 1755 war er Ratsmitglied und von 1754 bis 1756 wurde er dreimal in Folge zum Bürgermeister vorgeschlagen, ohne gewählt zu werden. Dies änderte sich, nachdem im November 1756 sein Vater starb, der seit 1734 Schöffe am Stadtgericht war. Auf Druck der Landesregierung hatte nach dem Tod des dem reformierten Glauben Angehörigen ein Katholik zum neuen Schöffen gewählt werden müssen, obwohl die Anzahl der Katholiken kaum nennenswert war. Wohl aus Protest gegen diese Willkür wurde der Sohn des Schöffen, Johann Abraham Lüttringhausen, im Jahr 1757 zum neuen Bürgermeister gewählt. Im Jahr darauf war er Stadtrichter. Lüttringhausen wurde 1770 nochmal zum Bürgermeister vorgeschlagen, wurde aber nicht mehr gewählt.